# Мирчо Стоянов
Мирчо Мирчев Стоянов е български учител, адвокат и политик. Кмет на Стара Загора в периода октомври 1890 – април 1893 г.

## Биография
Роден е през 1857 г. в Ески Загра. Първоначално учи в класно гръцко училище в Одрин. След това учителства в Лозенград и Стара Загора. По-късно става секретар към министерството на правосъдието. В отделни периоди работи като адвокат, съдебен следовател и общински съветник. С неговото име се свързва и издаването на първия Старозагорски общински вестник. Мирчо Стоянов е баща на поета Иван Мирчев. Умира през 1933 г.